# Wilfred French
Sir Wilfred Franklin French KCB CMG va ser un oficial de la Royal Navy britànica.
Durant la seva carrera va ser capità del HMS Hood (1927-1929), oficial comandant del 2n Esquadró de Creuers de Batalla (1931-32) i Vicealmirall al càrrec, Malta, entre 1934 i 1937. El 1936 va ser nomenat Cavaller Comandant de l'Orde del Bany.
A l'inici de la Segona Guerra Mundial French era l'Almirall Comandant de les Orcades i les Shetlands (ACOS). El 14 d'octubre de 1939 el submarí U-47, comandat per Günther Prien, va penetrar al port de Scapa Flow, enfonsant el cuirassat HMS Royal Oak, amb la pèrdua de 833 vides. L'informe oficial sobre el desastre culpava de les pobres defenses de Scapa Flow a French. Malgrat que ja havia advertit dels perills d'un atac, i fins i tot s'havia ofert a portar un vaixell petit o un submarí per provar-ho, French va veure's obligat a retirar-se del servei actiu i va ser destinat a Washington D.C. com a administrador i representant de manteniment, servint allà fins al 1944.